# Дјецо, чувајте се
„Дјецо, чувајте се!” је југословенски кратки филм први пут приказан 28. децембра 1962. године. Режирао га је Хајрудин Крвавац а сценарио су написали Ахмед Храмаџић и Милутин Косовац

## Улоге
| Глумац     | Улога |
| ---------- | ----- |
| Ђорђе Пура |       |